# Шапиро, Татьяна Лазаревна
Татья́на Ла́заревна Шапи́ро (род. 7 января 1957, Петрозаводск) — русский детский писатель и поэт. Член Союза русскоязычных писателей Израиля. Победитель международного конкурса по детской литературе: «Детская книга-2009» в Бишкеке в номинации «Поэзия на русском языке», лауреат премии имени Давида Самойлова в Союзе русскоязычных писателей Израиля. Пишет стихи для детей на английском, финском языках, на иврите. Особое положение занимает книга на английском языке «Знакомство с английским через рифму», изданная в серии «Филология» в Москве. Сотрудничает с композиторами, ряд стихотворений положен на музыку.

## Биография
Отец — Лазарь Вульфович Шапиро, родом из Червеня, был детским писателем.
Мать, Фаина Семёновна Шапиро (7 мая 1935 года — 2010), училась в педагогическом институте в Петрозаводске. Написала диссертацию о творчестве Владимира Маяковского. Работала в должности доцента на кафедре русского языка и литературы того же института.
Татьяна родилась в Петрозаводске 7 января 1957 года.
В 1979 году окончила Карельский государственный педагогический институт, факультет иностранных языков, специальность — учитель английского и немецкого языков.
В 1980-е годы в помощь молодым литераторам, желающим писать для детей, при Карельском отделении Союза писателей СССР была создана секция детской литературы. Секцией руководил старший научный сотрудник Карельского филиала АН СССР Юрий Иванович Дюжев. Татьяна Шапиро приняла участие в работе этой секции, собиравшей молодых писателей почти каждый месяц в Доме карельских писателей на улице «Правды».
По профессии Татьяна Лазаревна — учитель английского языка. С 1993 года живёт в Израиле.

## Творчество
С 14 до 22 лет Татьяна с успехом выступала в школе № 17 Петрозаводска и в педагогическом институте со своими сценками на русском и английском языках. Стихи стала писать с 24 лет. Первые книги вышли в Петрозаводске, первая книга стихов «Шла сороконожка» увидела свет в 1987 году.
В издательстве Карелия вышли такие произведения Татьяны Лазаревна, как: «Шла сороконожка», 1987; «Веселые качели», 1990. В типографии имени Анохина — «Я считаю до мильона», 1993.
После 1993 года было издано около 50 книг на Украине, в Минске, Такжикистане, Армении, Финляндии и во многих городах России (Кемерово, Томск, Москва, Челябинск, Ярославль, Петрозаводск, Элиста и другие). В том числе: «Хиюх шелану» (стихи для детей на иврите), 1996; «Веселопед», 1998; «Харбе хаверим», 2000; «Ванька-встанька», 2000; «Ёжик-почтальон» 2002, 2003; «Почему смеется гусь», 2002; «Радуга стесняется» (иврит), 2003; «Удивительные звери» 2005; «Солнышко смеется» (на финском и русском языках), 2009.
Особое положение занимает книга на английском языке «Знакомство с английским через рифму», изданная в серии «Филология» в Москве (2004, 2008) и на Украине (2012). Книга включает сборник стихотворений и упражнений для детей, а также методический материал для преподавателей английского языка школы и детского сада. Книга «Postman Harri» была издана в Петрозаводске Обществом любителей книги (1991), «English Land» издана в Израиле (1994).
Созданы две песни на финском языке: с композитором Л. П. Вихаревой из города Иваново (песня «У меня подружка книжка») и композитором из Петрозаводска Д. Г. Цвибелем (песня Рауха (Rauha) финск. «Мир»). Эти песни были напечатаны в детском журнале Kipinä.
Следующие карельские композиторы написали музыку для песен на стихи Т. Л. Шапиро:
- Д. Г. Цвибель, песня «Всё не так, как у людей» (1989), «Песенка о лесенке» (1989)[7];
- Л. П. Вихарева, песня «Неисправимые отличники» (1990), песня «История со шляпой» (1991)[8].

В ходе сотрудничества Т. Л. Шапиро с композитором Л. П. Вихаревой в московском издательстве «Твик» вышли аудиокассеты с их песнями: «Собака-бяка», «Баба Нина», «Учёный кот», «Музыкальный карнавал». В 2007 году на диск «77 лучших песен» было записано 10 песен Л. П. Вихаревой на стихи Т. Л. Шапиро.
Татьяна Лазаревна сотрудничает с композитором Н. А. Жемойтук из карельского города Пудож. Их диски выходят в издательстве «Весть-ТДА» в Москве: «Ласковая песенка» (2010), «Загадай желание» (2012), «Песенки-чудесенки» (2015), «Мир. Детство. Россия» (2017).
Несколько книг было озвучено: «Музыкальная карусель», 2008; «Дверь решила погулять», 2008.
Изданы четыре книжки на иврите в Израиле, в том числе:
- «Хиюх шелану» (стихи для детей на иврите), 1996;
- «Радуга стесняется» (иврит), 2003.

Мне до друга

Полпути.

Нам с дорогой

По пути.
Поэт и писатель А. Е. Сунгуров отмечает «полёт фантазии и доброго детского юмора» Татьяны Шапиро не только в стихах, но даже в названии сборника «Дверь решила погулять».
Победитель конкурса афоризмов газеты Аргументы и факты в 2002 году. Победитель международного конкурса по детской литературе: «Детская книга-2009» в Бишкеке в номинации «Поэзия на русском языке».
Лауреат премии имени Давида Самойлова в Союзе русскоязычных писателей Израиля.